# بییافرچس
بییافرچس (به اسپانیایی: Villafrechós) یک شهرستان در اسپانیا است که در استان وایادولید واقع شده‌است.